# Tsutomu Fujihara
Tsutomu Fujihara (født 3. oktober 1980) er en tidligere japansk fodboldspiller.
Han har spillet for flere forskellige klubber i sin karriere, herunder Cerezo Osaka og Avispa Fukuoka.